# Baskisk pelota
Baskisk pelota (pelota från latinets pila som på svenska betyder "boll") är en variant av bollsporten pelota. Sporten styrs av det internationella förbundet Federación Internacional de Pelota Vasca (förkortas FIPV).
Baskisk pelota spelas i flera olika varianter, med olika regler och redskap, samt olika typer av spelplaner. Spelläge (spanska: modalidad) är benämningen på vilken typ av spelplan man spelar på. Specialitet (spanska: especialidad) är benämningen på vilka regler som används, samt vilka redskap som används, om man inte spelar barhänt.